# Orquestra Filarmônica Malaia

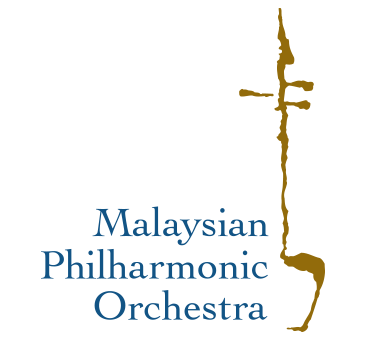
The official logo of The Malaysian Philharmonic Orchestra

A Orquestra Filarmónica (português europeu) ou Filarmônica (português brasileiro) Malaia (em malaio:  Orkestra Filharmonik Malaysia) é uma orquestra da Malásia, sediada no Dewan Filharmonik Petronas em Kuala Lumpur.
A orquestra também se apresenta em Singapura. Foi fundada em 1997 sob a direção do seu primeiro diretor musical Kees Bakels, apresentando seu primeiro concerto em 17 de agosto de 1998. Bakels serviu como diretor musical até 2005. James Judd tornou-se o novo diretor musical em setembro de 2003, Matthias Bamert foi seu sucessor, tornando-se o novo diretor musical em novembro de 2004, servindo de 2005 até 2008. Fabio Mechetti é o atual diretor musical.

## Diretores Musicais
- Kees Bakels (1998–2005)
- Matthias Bamert (2005–2008)
- Claus Peter Flor (2008–2014)
- Fabio Mechetti (2014–presente)